# Mariä Geburt (Rengersbrunn)

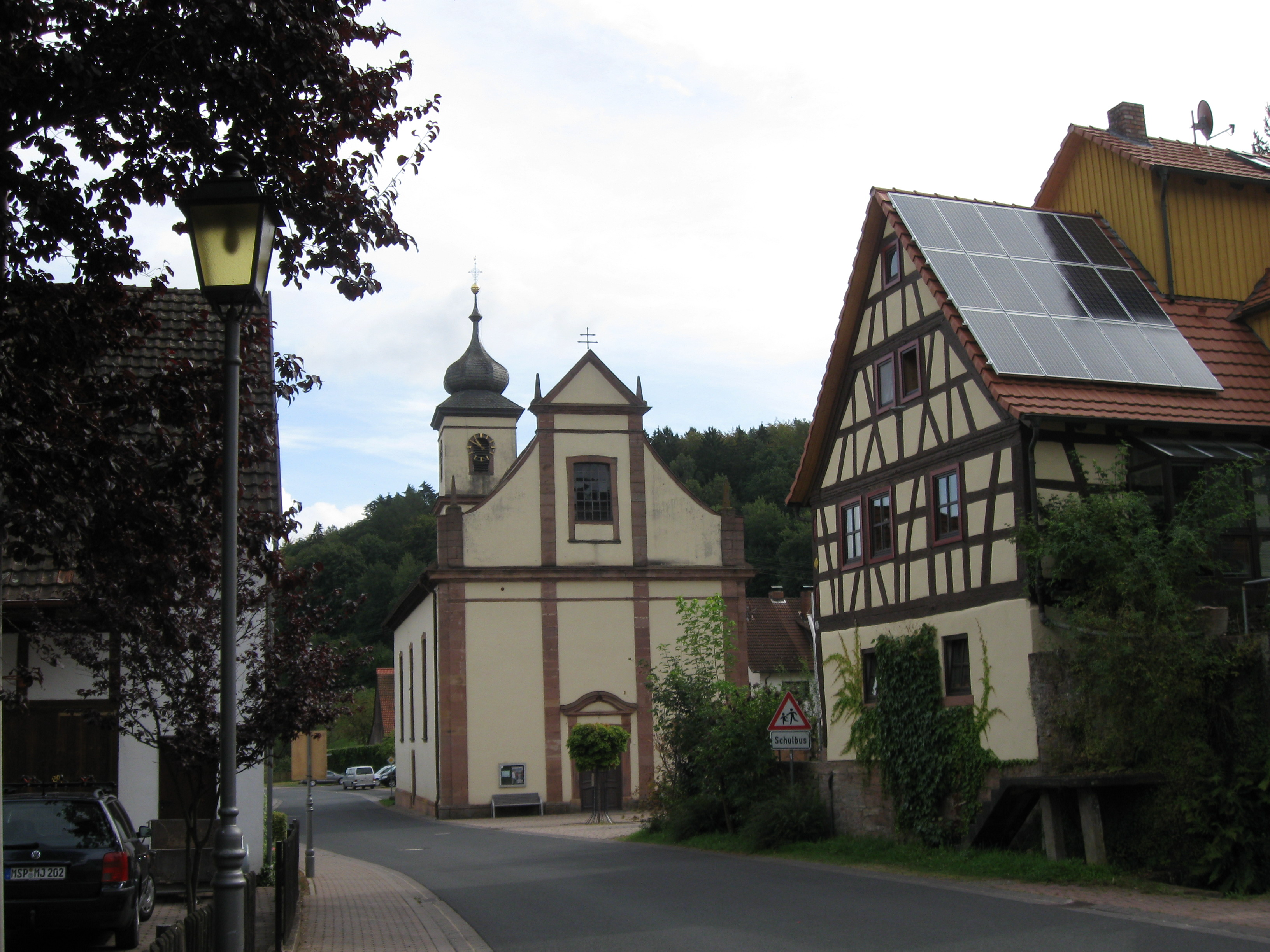
Mariä Geburt in Rengersbrunn

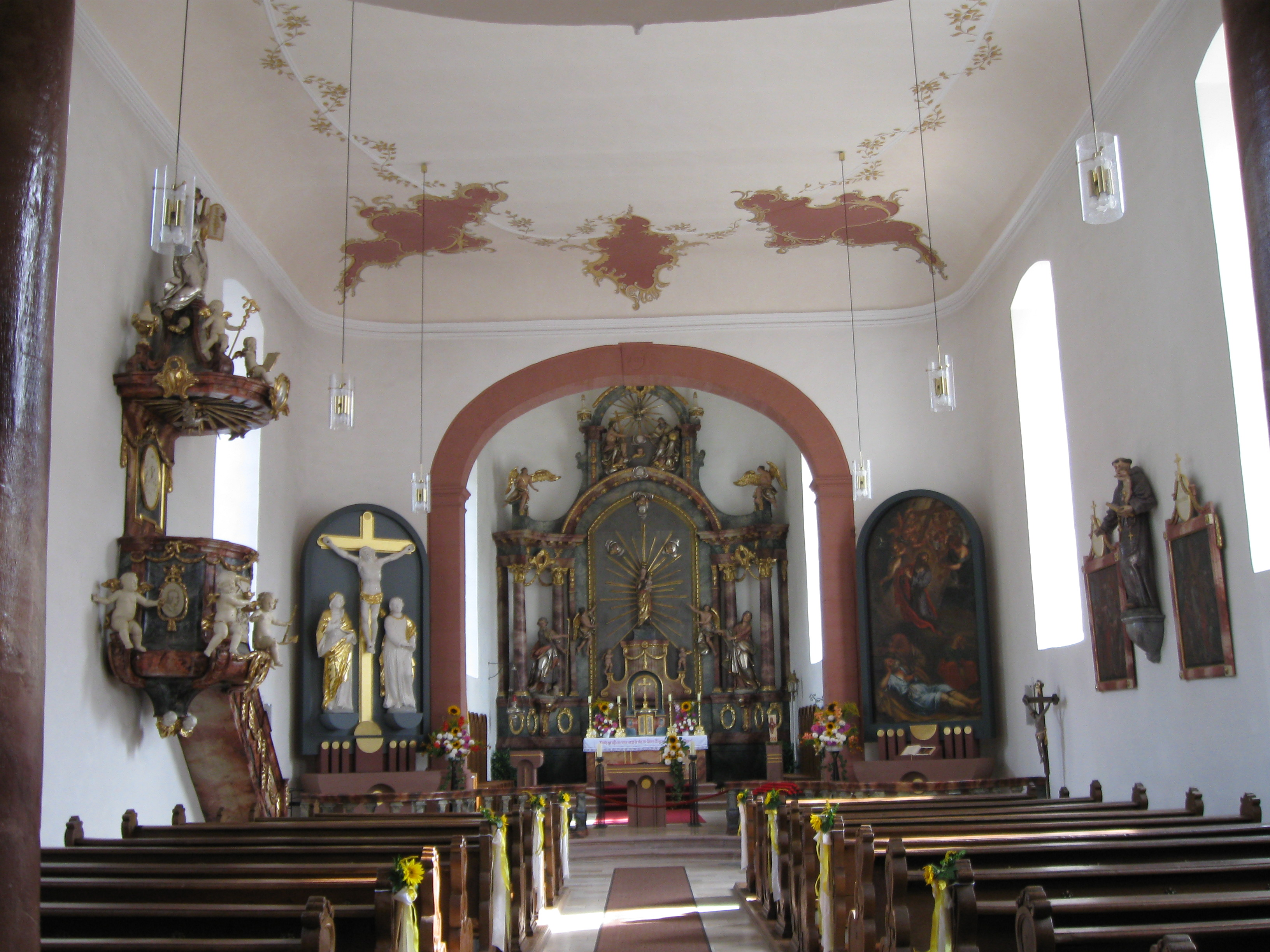
Innenraum

Die römisch-katholische Wallfahrtskirche St. Mariä Geburt befindet sich in Rengersbrunn, einem Gemeindeteil von Fellen im unterfränkischen Landkreis Main-Spessart in Bayern. Das denkmalgeschützte Bauwerk stammt aus dem 18. Jahrhundert. Die Filialkirche gehört zur Pfarrei Johannes der Täufer in Fellen in der Pfarreiengemeinschaft Pagus Sinna – Mittlerer Sinngrund (Burgsinn) im Dekanat Main-Spessart des Bistums Würzburg. Die Wallfahrtskirche ist auch Etappenziel des Fränkischen Marienwegs.

## Beschreibung
Die verputzte Saalkirche wurde im Auftrag des Grafen Schönborn 1777 nach Plänen von Johann Philipp Geigel erbaut, nachdem der Vorgängerbau wegen Baufälligkeit abgerissen wurde. Sie besteht aus einem Langhaus, einem eingezogenen Chor und dem daran nach Osten angebauten Choranschlussturm, der mit einer schiefergedeckten Zwiebelhaube bedeckt ist. Sein oberstes Geschoss beherbergt die Turmuhr und den Glockenstuhl. Die mit einem Schweifgiebel bedeckte Fassade im Westen ist mit Lisenen in drei Bereiche gegliedert, im mittleren befindet sich das Portal.